# Euphorbia xiangxiui
Euphorbia xiangxiui — вид квіткових рослин родини Молочайні (Euphorbiaceae). Новий вид зі Східного Китаю, підтверджений морфологічними та молекулярними доказами. Належить до Euphorbia subg. Esula sect. Helioscopia. Від найближчих родичів його можна відрізнити за кількома ознаками, серед яких вищий зріст (до 1,6 м), листя розміром 5–18 × 0,6–3 см, колір первинних обгорткових листочків від рожевого до трояндового, що зеленіють після плодоношення.